# Lastreopsis subsimilis
Lastreopsis subsimilis là một loài thực vật có mạch trong họ Dryopteridaceae. Loài này được (Hook.) Tindale miêu tả khoa học đầu tiên năm 1963.